# 牛尾菜
牛尾菜（学名：Smilax riparia），又名烏蘇里山馬薯、大武牛尾菜，为菝葜科菝契屬下的一种一年生草本植物。

## 延伸阅读
[在维基数据编辑]
 《植物名實圖考·牛尾菜》，出自吳其濬《植物名實圖考》